# Alauda (Charente)
Alloue (en francès i occità) és un municipi francès situat al departament del Charente i a la regió de la Nova Aquitània. L'any 2007 tenia 512 habitants.

## Demografia

### Població
El 2007 la població de fet d'Alloue era de 512 persones. Hi havia 230 famílies de les quals 70 eren unipersonals (31 homes vivint sols i 39 dones vivint soles), 86 parelles sense fills, 47 parelles amb fills i 27 famílies monoparentals amb fills.
La població ha evolucionat segons el següent gràfic:
Habitants censats

### Habitatges
El 2007 hi havia 353 habitatges, 233 eren l'habitatge principal de la família, 81 eren segones residències i 39 estaven desocupats. 344 eren cases i 6 eren apartaments. Dels 233 habitatges principals, 200 estaven ocupats pels seus propietaris, 30 estaven llogats i ocupats pels llogaters i 3 estaven cedits a títol gratuït; 2 tenien una cambra, 10 en tenien dues, 45 en tenien tres, 73 en tenien quatre i 104 en tenien cinc o més. 208 habitatges disposaven pel capbaix d'una plaça de pàrquing. A 114 habitatges hi havia un automòbil i a 106 n'hi havia dos o més.

### Piràmide de població
La piràmide de població per edats i sexe el 2009 era:
| Homes | Edats   | Dones |
| ----- | ------- | ----- |
| 4     | 95 o +  | 0     |
| 4     | 90 a 94 | 4     |
| 8     | 85 a 89 | 8     |
| 4     | 80 a 84 | 8     |
| 12    | 75 a 79 | 12    |
| 28    | 70 a 74 | 12    |
| 16    | 65 a 69 | 24    |
| 20    | 60 a 64 | 24    |
| 4     | 55 a 59 | 24    |
| 20    | 50 a 54 | 16    |
| 16    | 45 a 49 | 4     |
| 20    | 40 a 44 | 20    |
| 12    | 35 a 39 | 24    |
| 20    | 30 a 34 | 8     |
| 4     | 25 a 29 | 4     |
| 16    | 20 a 24 | 12    |
| 24    | 15 a 19 | 24    |
| 8     | 10 a 14 | 16    |
| 16    | 5 a 9   | 12    |
| 8     | 0 a 4   | 8     |

## Economia
El 2007 la població en edat de treballar era de 300 persones, 207 eren actives i 93 eren inactives. De les 207 persones actives 193 estaven ocupades (112 homes i 81 dones) i 16 estaven aturades (9 homes i 7 dones). De les 93 persones inactives 38 estaven jubilades, 25 estaven estudiant i 30 estaven classificades com a «altres inactius».

### Ingressos
El 2009 a Alloue hi havia 231 unitats fiscals que integraven 496 persones, la mediana anual d'ingressos fiscals per persona era de 13.653 €.

### Activitats econòmiques
Dels 16 establiments que hi havia el 2007, 1 era d'una empresa extractiva, 1 d'una empresa alimentària, 4 d'empreses de construcció, 2 d'empreses de comerç i reparació d'automòbils, 1 d'una empresa de transport, 1 d'una empresa d'hostatgeria i restauració, 1 d'una empresa immobiliària, 2 d'empreses de serveis i 3 d'empreses classificades com a «altres activitats de serveis».
Dels 7 establiments de servei als particulars que hi havia el 2009, 1 era un paleta, 1 guixaire pintor, 1 fusteria, 1 electricista, 1 perruqueria, 1 restaurant i 1 agència immobiliària.
L'únic establiment comercial que hi havia el 2009 era una fleca.
L'any 2000 a Alloue hi havia 49 explotacions agrícoles que ocupaven un total de 2.541 hectàrees.

## Equipaments sanitaris i escolars
El 2009 hi havia una escola elemental integrada dins d'un grup escolar amb les comunes properes formant una escola dispersa.

## Poblacions més properes
El següent diagrama mostra les poblacions més properes.